# Цуљо
Цуљо је насеље у Италији у округу Удине, региону Фурланија-Јулијска крајина.
Према процени из 2011. у насељу је живело 455 становника. Насеље се налази на надморској висини од 419 м.

## Становништво
Према резултатима пописа становништва 2011. у општини је живело 606 становника.
| 1951. | 1961. | 1971. | 1981. | 1991. | 2001. | 2011. |
| ----- | ----- | ----- | ----- | ----- | ----- | ----- |
| 1.150 | 1.052 | 769   | 741   | 679   | 642   | 606   |